# Classificació de la Copa del Món de futbol 2018
Per a la Copa del Món de Futbol 2018, disputada a Rússia, es van inscriure un total de 210 seleccions que equival al total de seleccions nacionals elegibles pel procés de classificació. D'aquestes en sortiran 31 que disputaran la fase final de la Copa del Món 2018. Rússia es classificà directament com a país organitzador. Els 209 equips restants es dividiren segons la seva confederació de la següent manera:
- Europa: 54 equips competint per 13 places, més Rússia classificada directament.
- Amèrica del Sud: 10 equips competint per 4 places més una a decidir amb un representant oceànic.
- Amèrica del Nord i el Carib: 35 equips competint per 3 places més una a decidir amb un representant asiàtic.
- Àfrica: 54 equips competint per 5 places.
- Àsia: 46 equips competint per 4 places més una a decidir amb un representant nord-americà.
- Oceania: 11 equips competint per una plaça a decidir amb un representant sud-americà.

## Grups de classificació
La selecció alemanya tot i ser la campiona de l'edició anterior no es va classificar automàticament i va haver de superar la ronda classificatòria. El sorteig dels grups de classificació de les diferents confederacions tingué lloc al Palau Konstantinovski de San Petersburg el 25 de juliol del 2015.

### Europa (UEFA)
Per a la zona europea la classificació es farà en dues fases. La primera constarà de 9 grups de 6 equips cadascun. Els primers de cada grup es classificaran directament per la Copa del Món 2018, els 8 millors segons classificats dels grups passaran a la segona ronda on s'emparellaran i els guanyadors també estaran classificats per a la Copa del Món.

#### Equips classificats
| Equip      | Data de la qualificació | Aparicions anteriors |
| ---------- | ----------------------- | --- |
| Rússia (O) | 2 desembre 2010         | 10 (19583, 19623, 19663, 19703, 19823, 19863, 19903, 1994, 2002, 2014)                                                    |
| Bèlgica    | 3 setembre 2017         | 12 (1930, 1934, 1938, 1954, 1970, 1982, 1986, 1990, 1994, 1998, 2002, 2014)                                               |
| Anglaterra | 5 octubre 2017          | 14 (1950, 1954, 1958, 1962, 1966, 1970, 1982, 1986, 1990, 1998, 2002, 2006, 2010, 2014)                                   |
| Alemanya   | 5 octubre 2017          | 18 (1934, 1938, 19544, 19584, 19624, 19664, 19704, 19744, 19784, 19824, 19864, 19904, 1994, 1998, 2002, 2006, 2010, 2014) |
| Espanya    | 6 octubre 2017          | 14 (1934, 1950, 1962, 1966, 1978, 1982, 1986, 1990, 1994, 1998, 2002, 2006, 2010, 2014)                                   |
| Polònia    | 8 octubre 2017          | 7 (1938, 1974, 1978, 1982, 1986, 2002, 2006)                                                                              |
| Sèrbia     | 9 octubre 2017          | 11 (19305, 19505, 19545, 19585, 19625, 19745, 19825, 19905, 19985, 20066, 2010)                                           |
| Islàndia   | 9 octubre 2017          | 0 |
| França     | 10 octubre 2017         | 14 (1930, 1934, 1938, 1954, 1958, 1966, 1978, 1982, 1986, 1998, 2002, 2006, 2010, 2014)                                   |
| Portugal   | 10 octubre 2017         | 6 (1966, 1986, 2002, 2006, 2010, 2014)                                                                                    |
| Croàcia    | 12 novembre 2017        | 4 (1998, 2002, 2006, 2014)                                                                                                |
| Suïssa     | 12 novembre 2017        | 10 (1934, 1938, 1950, 1954, 1962, 1966, 1994, 2006, 2010, 2014)                                                           |
| Suècia     | 13 novembre 2017        | 11 (1934, 1938, 1950, 1958, 1970, 1974, 1978, 1990, 1994, 2002, 2006)                                                     |
| Dinamarca  | 14 novembre 2017        | 4 (1986, 1998, 2002, 2010)                                                                                                |

¹ En negreta campió en aquella edició.
² En cursiva organitzador en aquella edició
3 Com a Unió Soviètica
4 Com a Alemanya Federal
⁵ Com a Iugoslàvia
⁶ Com a Sèrbia i Montenegro

### Amèrica del Sud (CONMEBOL)
Aquesta zona es disputa en un grup de classificació únic amb els 9 membres en partits tots contra tots. Els quatre primers es classificaran automàticament. El cinquè es classificarà pel playoff contra el campió oceànic però no per la Copa del Món.

#### Equips classificats
| Equip     | Data de la qualificació | Aparicions anteriors |
| --------- | ----------------------- | --- |
| Brasil    | 28 març 2017            | 20 (1930, 1934, 1938, 1950, 1954, 1958, 1962, 1966, 1970, 1974, 1978, 1982, 1986, 1990, 1994, 1998, 2002, 2006, 2010, 2014) |
| Uruguai   | 10 octubre 2017         | 12 (1930, 1950, 1954, 1962, 1966, 1970, 1974, 1986, 1990, 2002, 2010, 2014)                                                 |
| Argentina | 10 octubre 2017         | 16 (1930, 1934, 1958, 1962, 1966, 1974, 1978, 1982, 1986, 1990, 1994, 1998, 2002, 2006, 2010, 2014)                         |
| Colòmbia  | 10 octubre 2017         | 5 (1962, 1990, 1994, 1998, 2014)                                                                                            |
| Perú      | 15 novembre 2017        | 4 (1930, 1970, 1978, 1982)                                                                                                  |

¹ En negreta campió en aquella edició.
² En cursiva organitzador en aquella edició

### Àfrica (CAF)
La classificació del grup d'Àfrica es divideix en tres fases. A la primera s'enfronten els 26 equips amb pitjor coeficient FIFA dels quals 13 es classificaran per a la següent fase. La segona fase consta de 40 partits d'eliminació directa dels quals els 20 guanyadors es classificaran per a la tercera fase. En aquesta tercera fase es formaran 5 grups de 4 equips i els 5 guanyadors obtindran un bitllet per a la Copa del Món 2018.

#### Equips classificats
| Equip   | Data de la qualificació | Aparicions anteriors             |
| ------- | ----------------------- | -------------------------------- |
| Nigèria | 7 octubre 2017          | 5 (1994, 1998, 2002, 2010, 2014) |
| Egipte  | 8 octubre 2017          | 2 (1934, 1990)                   |
| Senegal | 10 novembre 2017        | 1 (2002)                         |
| Tunísia | 11 novembre 2017        | 4 (1978, 1998, 2002, 2006)       |
| Marroc  | 11 novembre 2017        | 4 (1970, 1986, 1994, 1998)       |

### Oceania (OFC)
La classificació del grup d'Oceania es divideix en tres fases. A la primera s'enfrontaran els 4 pitjors equips en una lligueta de la que el guanyador es classificarà per a la següent fase. El guanyador de la primera fase i els 7 millors equips de la federació es repartiran en la segona fase en dos grups de 4 equips amb semifinals i final. S'eliminarà a l'últim de cada grup mentre els altres 6 equips passaran a la tercera fase. Es formaran 2 grups de 3 equips d'on els guanyadors es jugaran la plaça per determinar quin equip jugarà el play-off contra el cinquè classificat de la zona sud-americana.

### Àsia (AFC)
Les eliminatòries de l'AFC es desenvoluparen en quatre fases. Les 12 seleccions amb pitjor coeficient FIFA disputaran la primera fase d'on sortiran 6 seleccions. Aquestes 6 i les 34 següents en el ranking FIFA disputaran la segona fase en forma de 8 grups de 5 equips, classificant-se els primers de grup i els 4 millors segons. A la tercera fase hi haurà 12 seleccions repartides en 2 grups de 6. Els primers i segons de cada grup es classificaran directament per a la Copa del Món 2018 mentre que els tercer jugaran un play-off per a determinar quina selecció s'enfrontarà al representant nord-americà per a una altra plaça.

#### Equips classificats
| Equip          | Data de la qualificació | Aparicions anteriors                                     |
| -------------- | ----------------------- | -------------------------------------------------------- |
| Iran           | 12 juny 2017            | 4 (1978, 1998, 2006, 2014)                               |
| Japó           | 31 agost 2017           | 5 (1998, 2002, 2006, 2010, 2014)                         |
| Corea del Sud  | 5 setembre 2017         | 9 (1954, 1986, 1990, 1994, 1998, 2002, 2006, 2010, 2014) |
| Aràbia Saudita | 5 setembre 2017         | 4 (1994, 1998, 2002, 2006)                               |
| Austràlia      | 15 novembre 2017        | 4 (1974, 2006, 2010, 2014)                               |

¹ En cursiva organitzador en aquella edició

### Amèrica del Nord, Central i Carib (CONCACAF)
La classificació d'aquesta zona consta de 5 fases. La primera fase enfrontarà en eliminatòries directes a les 14 seleccions amb pitjor ranking FIFA. Els 7 guanyadors i les 13 seleccions següents al ranking s'enfrontaran a la segona fase en 10 emparellament. Els 10 guanyadors de la segona fase i més 2 equips es repartiran en 6 emparellaments directes. Els 6 guanyador més els 6 millors coeficients de la federació es repartiran de 3 grups de 4 d'on els primers i segons de cada grup es classificaran per a jugar la última fase que constarà d'un grup de 6 equips, del qual els 3 millors es classificaran directament per la Copa del Món i el quart classificat jugarà el play-off amb el representant asiàtic.

#### Equips classificats
| Equip      | Data de la qualificació | Aparicions anteriors                                                                          |
| ---------- | ----------------------- | --------------------------------------------------------------------------------------------- |
| Mèxic      | 1 setembre 2017         | 15 (1930, 1950, 1954, 1958, 1962, 1966, 1970, 1978, 1986, 1994, 1998, 2002, 2006, 2010, 2014) |
| Costa Rica | 7 octubre 2017          | 4 (1990, 2002, 2006, 2014)                                                                    |
| Panamà     | 10 octubre 2017         | 0                                                                                             |

¹ En cursiva organitzador en aquella edició